# Realm of Shadows (Knight Area)
Realm of Shadows is het derde album van de Nederlandse symfonische rockband Knight Area, uitgebracht in 2009 door The Laser's Edge. Realm of Shadows is een conceptalbum en werd op 26 september 2009 gepresenteerd in Het Kasteel in Alphen aan den Rijn. De CD met bombastische neoprog werd in binnen- en buitenland goed ontvangen en bereikte de eerste plaats in de 'Wereldse 10' van de progressive-rock website Progwereld. Het album is opgenomen in de privégeluidsstudio van de band. In aansluitende concerten trad de band samen met Focus op.

## Musici
- Gerben Klazinga – toetsinstrumenten
- Mark Smit – zang
- Mark Vermeule – gitaar
- Gijs Koopman – basgitaar, baspedalen
- Pieter van Hoorn – drumkit

## Tracklist
De muziek is geschreven door Knight Area onder aanvoering van Klazinga; de teksten zijn geschreven door Mark Smit met uitzondering van Occlusion, Jankees Braam.

| Nr. | Titel                     | Duur  |
| --- | ------------------------- | ----- |
| 1.  | Ethereal                  | 6:51  |
| 2.  | Antagony                  | 7:52  |
| 3.  | Two of a Kind             | 5:11  |
| 4.  | Momentum (instrumentaal)  | 2:21  |
| 5.  | Awakening (instrumentaal) | 2:50  |
| 6.  | Dark Souls                | 5:29  |
| 7.  | Realm of Shadows          | 5:51  |
| 8.  | A Million Lives           | 6:52  |
| 9.  | Occlusion                 | 11:15 |